# IAFL2 Conference 2014
La IAFL2 Conference 2014 è stata la 1ª edizione del campionato irlandese di football americano di terzo livello, organizzato dalla IAFL.

## Squadre partecipanti
| Club                   | Città   | Stadio | Sponsor ufficiale | Risultato nella stagione 2013 |
| ---------------------- | ------- | ------ | ----------------- | ----------------------------- |
| Dundalk Mavericks      | Dundalk |        |                   |                               |
| Galway Warriors        | Galway  |        |                   |                               |
| South Kildare Soldiers | Kildare |        |                   |                               |
| Tyrone Titans          | Omagh   |        |                   |                               |

## Stagione regolare

### Calendario

#### 1ª giornata
| Edenderry 6 aprile 2014, ore 13:00 | South Kildare Soldiers | 6 – 15 | Dundalk Mavericks | Oaklands Community College |

#### 2ª giornata
| Tyrone 4 maggio 2014, ore 14:00 | Tyrone Titans | 36 – 0 | Galway Warriors |  |

#### 3ª giornata
| Dundalk 11 maggio 2014, ore 12:30 | Dundalk Mavericks | 7 – 20 | Tyrone Titans | DKIT Sports Grounds |

#### 4ª giornata
| Galway 18 maggio 2014, ore 14:00 | Galway Warriors | 0 – 2 | South Kildare Soldiers | GMIT |

#### 5ª giornata
| Kildare 8 giugno 2014, ore 14:00 | South Kildare Soldiers | 0 – 20 | Tyrone Titans | Rathbride Crossroads |

#### 6ª giornata
| Dundalk 15 giugno 2014, ore 14:00 | Dundalk Mavericks | 27 – 0 | Galway Warriors | DKIT Sports Grounds |

#### 7ª giornata
| Kildare 13 luglio 2014, ore 14:00 | South Kildare Soldiers | 6 – 13 | Galway Warriors | Rathbride Crossroads |

| Tyrone 13 luglio 2014, ore 14:00 | Tyrone Titans | 44 – 0 | Dundalk Mavericks |  |

#### 8ª giornata
| Dundalk 20 luglio 2014, ore 14:00 | Dundalk Mavericks | 16 – 0 | South Kildare Soldiers | DKIT Sports Grounds |

| Galway 20 luglio 2014, ore 14:00 | Galway Warriors | 0 – 46 | Tyrone Titans | St. Mary's College |

#### 9ª giornata
| Tyrone 3 agosto 2014, ore 14:00 | Tyrone Titans | 72 – 0 | South Kildare Soldiers |  |

#### Recuperi 1
| Galway 9 agosto 2014, ore 14:00 | Galway Warriors | 0 – 24 | Dundalk Mavericks | St. Mary's College |

### Classifica
La classifica della regular season è la seguente.
- PCT = percentuale di vittorie, G = partite giocate, V = partite vinte,  P = partite perse, PF = punti fatti, PS = punti subiti

| Pos. | Squadra                | PCT   | G | V | N | P | PF  | PS  |
| ---- | ---------------------- | ----- | - | - | - | - | --- | --- |
| 1    | Tyrone Titans          | 1.000 | 6 | 6 | 0 | 0 | 238 | 7   |
| 2    | Dundalk Mavericks      | .667  | 6 | 4 | 0 | 2 | 89  | 70  |
| 3    | South Kildare Soldiers | .167  | 6 | 1 | 0 | 5 | 14  | 136 |
| 4    | Galway Warriors        | .167  | 6 | 1 | 0 | 5 | 13  | 141 |

## I IAFL2 Bowl
| Navan 17 agosto 2014 | Tyrone Titans | 20 – 7 | Dundalk Mavericks | Navan RFC |

## Verdetti
- Tyrone Titans Vincitori della IAFL2 Conference 2014